# Le Voyage de Patrice Périot
Le Voyage de Patrice Périot est un roman de Georges Duhamel publié en 1950 au Mercure de France.

## Éditions
- Mercure de France, Paris, 1950.